# Carlos, rey emperador
Carlos, rey emperador es una serie de televisión española emitida del 7 de septiembre de 2015 hasta el 25 de enero del 2016 por la cadena española TVE.

## Historia
La serie narró la historia de Carlos V, uno de los hombres más poderosos que ha conocido Europa, gobernador de un imperio de proporciones tan extraordinarias como su diversidad.
A través del relato de la vida de Carlos de Habsburgo desde su llegada a España, se verá el modo en que el heredero del Imperio Germánico, de Borgoña, de los Países Bajos, del Franco Condado, Artois, Nevers y Rethel, de los territorios de la Corona de Aragón y sus posesiones italianas vinculadas y de los castellanos, norteafricanos y americanos de la Monarquía Católica crece como estadista y cómo se fortalece ante las amenazas que le rodean con los aciertos y errores de sus consejeros.

## Personajes

### Familia real
| Actor                      | Personaje                                                         | Episodios | Duración  | Estado |
| -------------------------- | ----------------------------------------------------------------- | --------- | --------- | ------ |
| Álvaro Cervantes           | Carlos I de España                                                | 17        | 2015-2016 | Muerto |
| Blanca Suárez              | Isabel de Portugal, Emperatriz del Sacro Imperio Romano Germánico | 9         | 2015      | Muerta |
| Marina Salas               | Leonor de Habsburgo                                               | 15        | 2015-2016 | Muerta |
| Eric Balbàs                | Fernando I, Emperador del Sacro Imperio Romano Germánico          | 14        | 2015-2016 | Vivo   |
| Laia Costa                 | María de Austria                                                  | 8         | 2015-2016 | Viva   |
| Mónica López               | Margarita de Habsburgo                                            | 8         | 2015      | Muerta |
| Guiomar Puerta             | Catalina de Austria                                               | 7         | 2015-2016 | Viva   |
| Laia Marull                | Juana I de Castilla                                               | 7         | 2015-2016 | Muerta |
| Marcel Borràs Pablo Arbués | Felipe II de España                                               | 6         | 2015-2016 | Vivo   |
| Aleix Peña                 | Maximiliano II, Emperador del Sacro Imperio Romano Germánico      | 4         | 2016      | Vivo   |
| Elisabeth Larena           | Infanta María de Austria y Portugal                               | 3         | 2016      | Viva   |
| Lucía Fuertes              | Juana de Austria                                                  | 1         | 2016      | Viva   |
| Marc Abella                | Don Carlos de Austria                                             | 1         | 2016      | Vivo   |
| Álvaro Villaespesa         | Juan de Austria                                                   | 1         | 2016      | Vivo   |

### Castilla
| Actor            | Personaje                            | Episodios | Duración  | Estado |
| ---------------- | ------------------------------------ | --------- | --------- | ------ |
| Félix Gómez      | Fernando Álvarez de Toledo           | 15        | 2015-2016 | Vivo   |
| Ramón Barea      | Fadrique de Alba                     | 11        | 2015      | Muerto |
| Víctor Clavijo   | Francisco de Borja                   | 10        | 2015-2016 | Vivo   |
| Juanjo Puigcorbé | Mercurino Gattinara                  | 9         | 2015      | Muerto |
| Francesc Orella  | Papa Adriano VI                      | 7         | 2015      | Muerto |
| Irene Ruiz       | María Pacheco y Mendoza              | 7         | 2015      | Viva   |
| Helio Pedregal   | Guillermo de Croy, Señor de Chièvres | 6         | 2015      | Muerto |
| Israel Elejalde  | Juan Padilla                         | 6         | 2015      | Muerto |
| Nathalie Poza    | Germana de Foix                      | 6         | 2015      | Viva   |
| Roberto Álvarez  | Juan Pardo de Tavera                 | 5         | 2015-2016 | Muerto |
| Fele Martínez    | Nicolás Perrenot de Granvela         | 4         | 2016      | Vivo   |

### Francia
| Actor                              | Personaje               | Episodios | Duración  | Estado |
| ---------------------------------- | ----------------------- | --------- | --------- | ------ |
| Alfonso Bassave                    | Francisco I de Francia  | 15        | 2015-2016 | Muerto |
| Marina Salas                       | Leonor de Habsburgo     | 15        | 2015-2016 | Muerta |
| Susi Sánchez                       | Luisa de Saboya         | 12        | 2015      | Muerta |
| Alberto Amarilla / Javier Villalba | Enrique II de Francia   | 10        | 2015-2016 | Vivo   |
| Alberto San Juan                   | Carlos de Borbón        | 7         | 2015      | Muerto |
| Eva Rufo                           | Claudia de Francia      | 5         | 2015      | Muerta |
| Igor Szpakowski                    | Francisco II de Francia | 2         | 2016      | Vivo   |
| Fiorella Faltoyano                 | Ana de Francia          | 1         | 2015      | Muerta |
| Daniel Pérez Prada                 | Anne de Montmorency     | 14        | 2015-2016 | Vivo   |
| María Hervás                       | Margarita de Angulema   | 4         | 2015-2016 | Viva   |
| Carlos Álvarez-Nóvoa†              | Leonardo da Vinci       | 3         | 2015      | Muerto |

### Inglaterra
| Actor           | Personaje                  | Episodios | Duración  | Estado |
| --------------- | -------------------------- | --------- | --------- | ------ |
| Àlex Brendemühl | Enrique VIII de Inglaterra | 7         | 2015      | Muerto |
| Mélida Molina   | Catalina de Aragón         | 6         | 2015      | Muerta |
| Ángela Cremonte | María I de Inglaterra      | 3         | 2015-2016 | Viva   |
| Blai Llopis     | Cardenal Thomas Wolsey     | 7         | 2015      | Vivo   |
| Ferran Audí     | Thomas Cromwell            | 2         | 2015      | Muerto |

### Portugal
| Actor            | Personaje                           | Episodios | Duración  | Estado |
| ---------------- | ----------------------------------- | --------- | --------- | ------ |
| Blanca Suárez    | Isabel de Portugal                  | 9         | 2015      | Muerta |
| Guiomar Puerta   | Catalina de Austria                 | 7         | 2015-2016 | Viva   |
| Tamar Novas      | Juan III de Portugal                | 5         | 2015-2016 | Muerto |
| Elisabeth Larena | Infanta María de Austria y Portugal | 3         | 2016      | Viva   |
| Joan Crosas      | Manuel I de Portugal                | 2         | 2015      | Muerto |
| Itsaso Arana     | María Manuela de Portugal           | 1         | 2016      | Muerta |

### Flandes y Alemania
| Actor            | Personaje              | Episodios | Duración  | Estado |
| ---------------- | ---------------------- | --------- | --------- | ------ |
| Mónica López     | Margarita de Habsburgo | 8         | 2015      | Muerta |
| Andrés Lima      | Federico de Sajonia    | 5         | 2015-2016 | Vivo   |
| Mingo Ràfols     | Martín Lutero          | 3         | 2015      | Vivo   |
| Jaroslaw Bielski | Jakob Fugger           | 1         | 2015      | Vivo   |

### Las Indias
| Actor                  | Personaje                    | Episodios | Duración  | Estado |
| ---------------------- | ---------------------------- | --------- | --------- | ------ |
| José Luis García Pérez | Hernán Cortés                | 13        | 2015-2016 | Vivo   |
| Enrique Berrendero     | Juan Velázquez de León       | 10        | 2015      | Vivo   |
| Lucía Barrado          | Catalina Juárez              | 5         | 2015      | Muerta |
| Iazua Larios           | Malinche                     | 5         | 2015      | Viva   |
| Juanma Lara            | Diego Velázquez de Cuéllar   | 5         | 2015      | Vivo   |
| Óscar Rabadán          | Bartolomé de las Casas       | 4         | 2015-2016 | Vivo   |
| Nelson Dante           | Cuauhtémoc                   | 4         | 2015      | Muerto |
| Cristhian Esquivel     | Moctezuma II                 | 3         | 2015      | Muerto |
| Alberto Iglesias       | Antonio de Mendoza y Pacheco | 3         | 2015-2016 | Vivo   |
| Pepe Ocio              | Gerónimo de Aguilar          | 3         | 2015      | Vivo   |
| Víctor Duplá           | Luis Ponce de León           | 1         | 2015      | Muerto |
| José Maya              | Francisco Pizarro            | 1         | 2015      | Vivo   |

### Otros personajes
| Actor             | Personaje               | Episodios | Duración  | Estado |
| ----------------- | ----------------------- | --------- | --------- | ------ |
| Meritxell Calvo   | Francisca de Foix       | 8         | 2015      | Viva   |
| Ángel de Andrés † | Papa Clemente VII       | 7         | 2015      | Muerto |
| Carlos Kaniowsky  | Papa León X             | 3         | 2015      | Muerto |
| Irene Montalà     | Isabel Osorio           | 3         | 2016      | Viva   |
| Francisco Olmo    | Papa Paulo III          | 2         | 2015      | Vivo   |
| Fernando Conde    | Tiziano                 | 2         | 2015-2016 | Vivo   |
| José Olmo         | Margrave de Brandeburgo | 2         | 2015-2016 | Vivo   |
| Agus Ruiz         | Francisco Maldonado     | 2         | 2015      | Muerto |
| Ariana Martínez   | Bárbara Blomberg        | 2         | 2016      | Viva   |
| Eusebio Poncela   | Cardenal Cisneros       | 1         | 2015      | Muerto |

- Nota: Sólo aparecen clasificados como muertos los personajes cuya muerte se ve o es mencionada.

## Episodios
Lista de episodios y audiencias de la serie.
| N.º (serie) | N.º (temp.) | Título                              | Director(es)      | Guionista(s)                                                   | Fecha de emisión         | Audiencia         |
| ----------- | ----------- | ----------------------------------- | ----------------- | -------------------------------------------------------------- | ------------------------ | ----------------- |
| 1           | 1           | «El extranjero»                     | Oriol Ferrer      | Nacho Pérez de la Paz y José Luis Martín                       | 7 de septiembre de 2015  | 2 783 000 (15,6%) |
| 2           | 2           | «La rapiña»                         | Salvador García   | Laura Sarmiento Pallarés y José Luis Martín                    | 14 de septiembre de 2015 | 2 606 000 (14,0%) |
| 3           | 3           | «O César o nada»                    | Jorge Torregrossa | Clara Pérez Escrivá, Juan Carlos Blázquez y José Luis Martín   | 21 de septiembre de 2015 | 2 553 000 (13,5%) |
| 4           | 4           | «El imperio a subasta»              | Oriol Ferrer      | Nacho Pérez de la Paz y José Luis Martín                       | 28 de septiembre de 2015 | 2 564 000 (13,4%) |
| 5           | 5           | «Un reino en llamas»                | Salvador García   | Laura Sarmiento Pallarés y José Luis Martín                    | 5 de octubre de 2015     | 2 259 000 (11,4%) |
| 6           | 6           | «La herejía y la guerra»            | Jorge Torregrossa | Clara Pérez Escrivá, Juan Carlos Blázquez y José Luis Martín   | 12 de octubre de 2015    | 2 285 000 (12,5%) |
| 7           | 7           | «El arduo camino hacia la victoria» | Oriol Ferrer      | Pablo Tébar y José Luis Martín                                 | 19 de octubre de 2015    | 2 271 000 (11,7%) |
| 8           | 8           | «La prisión de un Rey»              | Salvador García   | Nacho Pérez de la Paz y José Luis Martín                       | 26 de octubre de 2015    | 2 301 000 (12,1%) |
| 9           | 9           | «Una larga luna de miel»            | Jorge Torregrossa | Laura Sarmiento Pallarés y José Luis Martín                    | 2 de noviembre de 2015   | 1 988 000 (10,1%) |
| 10          | 10          | «El apestado»                       | Oriol Ferrer      | Clara Pérez Escrivá, MªJosé García-Mochales y José Luis Martín | 9 de noviembre de 2015   | 2 077 000 (10,4%) |
| 11          | 11          | «Todos debemos ser uno»             | Salvador García   | Clara Pérez Escrivá, MªJosé García-Mochales y José Luis Martín | 16 de noviembre de 2015  | 1 917 000 (9,7%)  |
| 12          | 12          | «Los demonios»                      | Joan Noguera      | Laura Sarmiento Pallarés y José Luis Martín                    | 23 de noviembre de 2015  | 1 925 000 (11,5%) |
| 13          | 13          | «De amor y muerte»                  | Jorge Torregrossa | Nacho Pérez de la Paz y José Luis Martín                       | 23 de noviembre de 2015  | 1 925 000 (11,5%) |
| 14          | 14          | «Educando a Felipe»                 | Oriol Ferrer      | Pablo Tébar y José Luis Martín                                 | 11 de enero de 2016      | 1 826 000 (9,3%)  |
| 15          | 15          | «La sucesión»                       | Salvador García   | Clara Pérez Escrivá, MªJosé García-Mochales y José Luis Martín | 18 de enero de 2016      | 1 773 000 (9,0%)  |
| 16          | 16          | «Deseo de ser nadie»                | Oriol Ferrer      | Laura Sarmiento Pallarés y José Luis Martín                    | 25 de enero de 2016      | 1 891 000 (11,4%) |
| 17          | 17          | «Padre»                             | Oriol Ferrer      | Nacho Pérez de la Paz y José Luis Martín                       | 25 de enero de 2016      | 1 891 000 (11,4%) |

## Producción
La serie contó con la participación de los directores Oriol Ferrer (uno de los directores de la exitosa serie española Isabel, la cual estuvo basada en los Reyes Católicos), Salvador García Ruiz, Jorge Torregrossa y Joan Noguera; a la serie también se le unió el guionista José Luis Martín (quien fue coordinador de guion de la segunda y tercera temporadas de la serie Isabel).
Al frente de la dirección de arte estuvo Josep Rosell, y como director de fotografía: David Azcano, mientras que Pepe Reyes se encargó del equipo de vestuario.
La serie fue realizada en colaboración con Diagonal TV y contó más de 100 personajes históricos. Las primeras secuencias rodadas en la serie transcurrirán en Tordesillas, después de que el joven Carlos vaya acompañado de su hermana Leonor, para ver a su madre Juana, quien se encuentra recluida allí.
El actor español Eusebio Poncela volvió a interpretar al Cardenal Cisneros, papel que interpretó durante la tercera temporada de la serie Isabel.

## Distribución internacional

### Emisión en otros países
| País        | Cadenas     | Fecha de Inicio | Fecha de Finalización |
| ----------- | ----------- | --------------- | --------------------- |
| México      | Canal 22    | 2015            | 2016                  |
| Portugal    | SIC Caras   | 2016            | 2016                  |
| El Salvador | TCS Canal 4 | 2018            | 2018                  |
| Venezuela   | TLT         | 2018            | 2018                  |

## Licencias históricas
- El arco de Hernán Cortés está profundamente ficcionalizado y sólo en líneas muy generales se asemeja a su etapa histórica real.
- En la serie no se hace referencia (a excepción en los primeros capítulos) de las expediciones y conquistas de Juan de Grijalva ni Pedro de Alvarado.
- Moctezuma II no fue el último rey mexica, sino el antepenúltimo.
- Francisco Pizarro no era primo, sino tío de Cortés, y no existe constancia de que se conocieran personalmente. Pizarro nunca regresó a España.
- El papa León X tenía 45 años cuando murió, menos edad que el actor Carlos Kaniowsky.
- En la serie no se menciona el Tratado de Londres (1518) planeado por Carlos, Maximiliano, Francisco y Enrique para luchar contra los turcos.
- Cuando Isabel de Portugal muere, Carlos no estuvo presente, a diferencia de en la serie donde si estaba con ella en el momento de fallecer
- El acuerdo de matrimonio entre Carlos y María I de Inglaterra fue en 1522 (ella tenía seis años y no cuatro, como refleja la serie).
- No se tiene datos de un amorío o planes de matrimonio entre Leonor de Austria y el rey Juan.
- El papa Clemente VII era mucho más joven de lo que se personifica por el actor Ángel de Andrés López.
- En la serie se muestra que durante el bautismo de Felipe II, se informa al emperador del saqueo de Roma incluso se muestra al papa preso en el Castillo de San Angelo, sin embargo Felipe nació en mayo de 1527 y el papa pagó por su libertad en junio de 1527.
- En la serie, el Duque de Alba ocupa el lugar de Manuel Filiberto en la batalla de San Quintín.
- La edad de Francisco de Borja también es atemporal (tenía 16 años cuando se casaron Carlos e Isabel).
- Federico de Sajonia murió en 1525, cuando en la serie sobrevive a Francisco I de Francia, quien murió en 1547.
- Tanto Ana de Francia, como su hija Susana de Borbón, como el Obispo Acuña mueren en realidad más tarde de lo que se muestra en la serie.
- Luis Ponce de León hace referencia a su "juventud" en su lecho de muerte, cuando en realidad tenía 65 años en ese momento.